# Gabino Tejado
Gabino Tejado y Rodríguez (Badajoz, 27 de abril de 1819-Madrid, 9 de octubre de  1891) fue un periodista y escritor tradicionalista español. En 1881 fue nombrado académico de la Real Academia Española.

## Biografía

### Familia y primeros años
Nació en Badajoz el 27 de abril de 1819. Era hijo de Bartolomé Tejado, doctor en medicina y profesor del claustro universitario de Salamanca. Su familia procedía de labradores acomodados que habían sido partidarios del liberalismo.

### Formación
Realizó sus primeros estudios en el Colegio de Humanidades de Cáceres, donde tuvo como profesor a Juan Donoso Cortés, que le enseñó Retórica y Literatura. Prosiguió sus estudios en Salamanca, Sevilla y Madrid, obteniendo la licenciatura en Derecho en la Universidad Central en 1841.

### Vida política y periodística
Entre 1845 y 1851 fue empleado en los ramos de Bellas artes e instrucción pública. Después pasó a desempeñar el cargo de oficial en la secretaría del ministerio de la Gobernación hasta 1853, y desde 1856 hasta 1858, cuando entró a gobernar la Unión Liberal, volvió a desempeñar el mismo empleo. Entonces dimitió y abandonó definitivamente la carrera de funcionario para dedicarse a sus tareas literarias y políticas.
Fue redactor del periódico liberal El Extremeño de Badajoz. Después se hizo tradicionalista y formó parte de la corriente denominada neocatólica. Fue discípulo de Juan Donoso Cortés, cuyas Obras (1854-1856) ordenó y prologó. Entre 1843 y 1867 fue elegido diputado a Cortes hasta en seis ocasiones.
Fue crítico teatral de El Laberinto, dejando juicios sobre Manuel Bretón de los Herreros, Juan Eugenio Hartzenbusch y José Zorrilla. Amigo de Francisco Navarro Villoslada, colaboró en sus periódicos El Padre Cobos y El Pensamiento Español. 
Tras la revolución de 1868, escribió un folleto contra los revolucionarios titulado Toda la verdad sobre la presente crisis. Poco después se adhirió al carlismo y escribió La solución lógica en la presente crisis (1869), en el que presentaba las ventajas de la candidatura de Carlos VII sobre todas las otras que entonces se ofrecían para el trono, y en el que se sostenía que desde su comienzo mismo la cuestión dinástica había sido y no había dejado de ser envoltura de una cuestión política mucho más grave y trascendental, representando Don Carlos a la antigua España y simbolizando Isabel II las doctrinas, las tendencias y las instituciones revolucionarias. Según Tejado, Isabel II había sido erigida por los liberales, quienes después la habían agasajado y amenazado, y finalmente, avergonzados un día de su misma obra, arrojado de sí «como a un vivo remordimiento».
En las elecciones de 1871 fue elegido senador por la provincia de Castellón de la Plana.

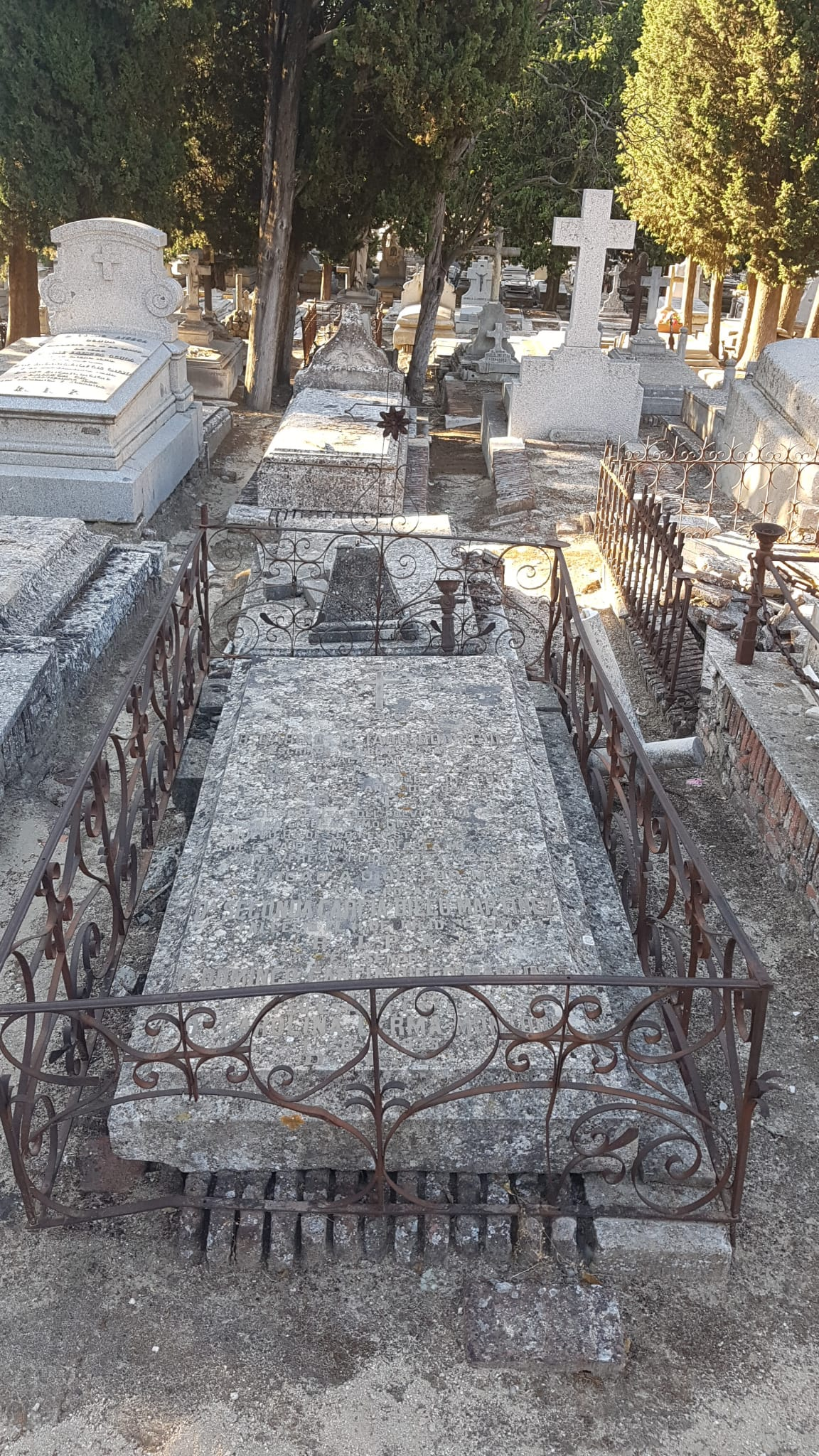
Sepultura de Gabino Tejado en el cementerio de la Almudena.

En 1875 Cándido Nocedal lo nombró primer redactor jefe del diario carlista y posteriormente integrista El Siglo Futuro. Miembro de la Real Academia Española en 1881, leyó un discurso de ingreso titulado «Algunas ideas sobre la civilización moderna en relación con la religión».
Entre sus obras destacan el drama La herencia de un trono (1848); las novelas El caballero de la reina (1847), Víctimas y verdugos (1859) y La mujer fuerte, que conoció varias ediciones, y el ensayo El catolicismo liberal (1875). Este último constituía, según el diario tradicionalista El Siglo Futuro, el mejor de todos sus libros, y uno de los mejores que se habían escrito contra el liberalismo. Fue alabado en Francia por Louis Veuillot, director de L'Univers, y sirvió de base a Félix Sardá y Salvany para su obra El liberalismo es pecado.
Conocedor del inglés, el francés y el italiano, tradujo Los novios, de Alessandro Manzoni; Elementos de Filosofía especulativa, del presbítero José Prisco; De la Vida y de las virtudes cristianas consideradas en el estado religioso, del obispo Charles Louis Gay, y Gobierno representativo, de Luigi Taparelli, además de otras muchas obras del Padre Faber, de Monseñor Segur, de Eugène de Margerie, etc. Cultivó asimismo la poesía, destacándose su obra titulada El Triunfo.
Aparece en Los españoles pintados por sí mismos con "El retirado", retrato nostálgico donde se describe al militar víctima de los vaivenes políticos. Es uno de los personajes románticos que aparece retratado en el cuadro de Esquivel Los poetas contemporáneos, en 1846.
Alrededor de 1884 sufrió un accidente que le privó de la razón, por lo que en 1888 no pudo adherirse a la escisión integrista de El Siglo Futuro ni reafirmar su lealtad a Don Carlos.
Estuvo casado con Segunda García-Diego, católica devota que en 1877 fue la primera presidenta de la Catequesis del barrio de Salamanca en la iglesia de la Concepción. Gabino Tejado falleció en Madrid el 9 de octubre de 1891 y fue enterrado en el cementerio de San Justo. Según El Correo Español, murió leal a la causa carlista. Actualmente sus restos mortales reposan con los de su familia en el cementerio de la Almudena.

## Obras

#### Libros:
- Los mosqueteros de la Reina (1846).
- La herencia de un trono (1848).
- La mujer fuerte (Madrid, Imprenta de Tejado, 1859).
- Víctimas y verdugos: cuadros de la revolución francesa (1859).
- La solución lógica de la presente crisis (Madrid, Imprenta de Tejado).
- El catolicismo liberal (Madrid, J. Limia y G. Arosa, 1875).
- El triunfo: ensayo poético (Madrid, Imprenta de la V. de Aguado, 1877).
- Mundo, demonio y carne (1878).